# Jasmin Savoy Brown
Jasmin Savoy Brown (Alameda, California, 21 de marzo de 1994) es una actriz estadounidense. Conocida por su papel de Evangeline Evie Murphy en la serie de HBO The Leftovers.
También proporcionó la captura de voz y movimiento para Chapucero en el videojuego Spider-Man: Miles Morales.

## Biografía

### Primeros años
Nació en Alameda, California pero se crio en Springfield, Oregón. A los cuatro años tuvo su primer papel en un musical de la iglesia que despertó su amor por la interpretación. Al crecer participó en numerosos musicales y fue miembro de varios clubes musicales, coros y grupos, algunos de los cuales incluyen la Universidad de Oregón, Portland Shakespeare Project, Art's Umbrella, Oregon Children's Choir y Upstart Crow Studios. Después de terminar la escuela secundaria se mudó a Portland en el estado Oregón para dedicarse a la actuación.

### Carrera
Comenzó con papeles menores en las serie de NBC Grimm y Freeform The Foster. Se convirtió en una estrella en el campo de Harlow y Forgotten héroe y fue una estrella invitada en la otra serie de NBC: Brooklyn Nine-Nueve.
En 2015 obtuvo el papel recurrente de Evangeline "Evie" Murphy en la segunda y tercera temporada de The Leftovers del canal HBO. Evie es la hija de Erika y John que desaparece con sus amigos después de un terremoto. Después de las sobras, Brown dio el papel de Nina (la nueva novia de Cameron) en la serie Stitchers de la cadena Freeform.
Brown pasó a interpretar al personaje regular de Emilia Bassano en la serie dramática Will de TNT que contó la historia de William Shakespeare. Emilia fue una música, poeta y escritora, que se convirtió en la primera poeta inglesa profesional femenina y se creía que era la "Dama Oscura" de los sonetos de Will.
Brown estuvo en una serie habitual en el drama de Shondaland For the People de ABC. La serie está ambientada en el Tribunal Federal del Distrito Sur de Nueva York, también conocido como "El Tribunal Madre".  Sigue a abogados nuevos que trabajan tanto para la defensa como para la fiscalía, ya que manejan los casos más destacados y de mayor importancia en el país, todo mientras sus vidas personales se cruzan. Brown interpreta a la abogada "Allison Adams", la mejor amiga y colega de la facultad de derecho del personaje de Britt Robertson en la Oficina Federal del Defensor Público. La primera temporada se estrenó el 13 de marzo de 2018  y se retiró para una segunda temporada en la primavera de 2018.
Dos semanas antes del estreno de For The People firmó con ICM Partners.
En septiembre de 2020, Brown fue elegida para un papel no revelado en la quinta película de Scream, que fue dirigida por Matt Bettinelli-Olpin y Tyler Gillett. Fue estrenada el 14 de enero de 2022.

## Filmografía

### Película
| Año  | Título                    | Papel              | Notas |
| ---- | ------------------------- | ------------------ | ----- |
| 2014 | Rezagados                 | Niño de la música  |       |
| 2014 | El encargado del Registro | Paciencia          |       |
| 2014 | Campamento Harlow         | Emily              |       |
| 2014 | Héroe olvidado            | Anna               |       |
| 2017 | Billete de diez dólares   | Stephanie          |       |
| 2017 | Lane 1974                 | Puma               |       |
| 2017 | Recién soltero            | Taylor gira        |       |
| 2021 | Sonido de violencia       | Alexis Reeves      |       |
| 2022 | Scream 5                  | Mindy Meeks-Martin |       |
| 2023 | Scream 6                  | Mindy Meeks-Martin |       |

### Televisión
| Año           | Título                         | Papel                         | Notas                                                  |
| ------------- | ------------------------------ | ----------------------------- | ------------------------------------------------------ |
| 2013          | Grimm                          | Mujer joven                   | Episodio: "Un plato que se sirve frío"                 |
| 2013          | Los Foster                     | Gossip Girl # 2               | Episodio: "Niños en el pasillo"                        |
| 2014          | Brooklyn nueve y nueve         | Ava Watson / Rebecca Lubbock  | Episodio: "The Mole"                                   |
| 2015-2017     | The Leftovers                  | Evangeline Murphy             | 13 episodios                                           |
| 2016          | Grapadoras                     | Nina                          | 7 episodios                                            |
| 2016          | Antes de que digas que lo hago | Hannah                        | Película de televisión                                 |
| 2017          | Anatomía de Grey               | Amanda Joseph                 | Episodio: "Puedes mirar (pero es mejor que no toques)" |
| 2017          | Será                           | Emilia Bassano                | 5 episodios                                            |
| 2018-2019     | Para la gente                  | Allison Adams                 | 20 episodios                                           |
| 2018          | Love                           | Annie                         | 3 episodios                                            |
| 2021-presente | Yellowjackets                  | Taissa Turner (versión joven) | 15 episodios                                           |

### Videojuegos
| Año  | Título                    | Papel       | Notas                                      |
| ---- | ------------------------- | ----------- | ------------------------------------------ |
| 2019 | Wolfenstein: Youngblood   | Abby Walker | Rendimiento de captura de voz y movimiento |
| 2020 | Spider-Man: Miles Morales | Chapucero   | Rendimiento de captura de voz y movimiento |